# Hippomène
Dans la mythologie grecque, Hippomène (en grec ancien Ἱππομένης / Hippoménês), est, selon certaines variantes du mythe d'Atalante, le mari de celle-ci.

## Mythe

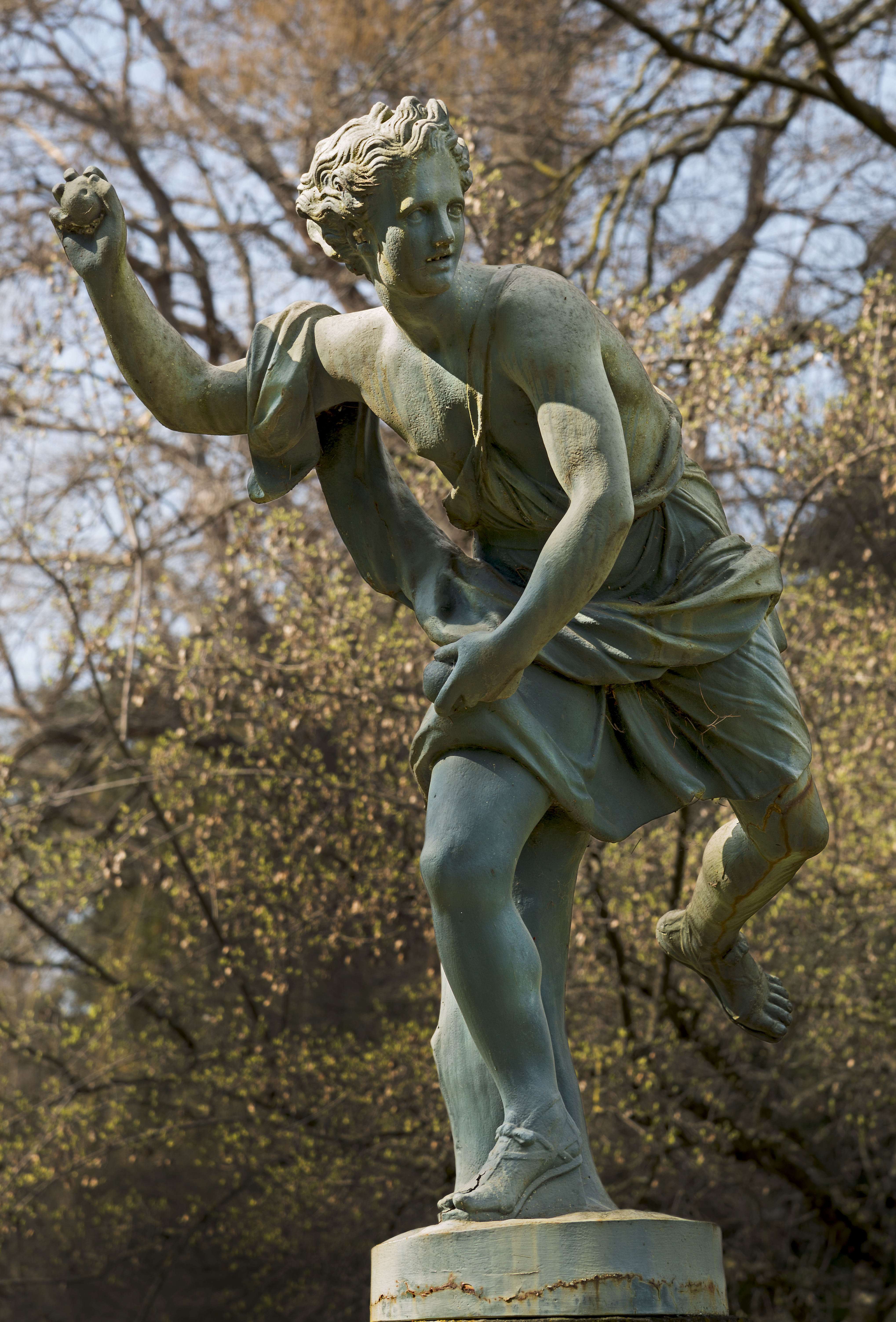
Statue de Hippomène par le sculpteur Guillaume Coustou (1677-1746) dans le jardin des Plantes, Toulouse

Fils de Mégarée, roi d’Onchestos en Béotie, le jeune homme défie à la course Atalante : il pourra l’épouser s’il remporte l’épreuve, mais devra mourir s'il perd. D’autres récits l’appellent Mélanion, prétendant d'Atalante et comme elle élève de Chiron d’après la Cynégétique de Xénophon, ; Hippomène est nommé comme tel par Théocrite, Hygin et les deux mythographes du Vatican. La jeune fille est la plus rapide, mais Hippomène dispose de trois pommes que lui a données Aphrodite, et qu’il jette derrière lui dès qu’Atalante le dépasse. Celle-ci s'arrête pour ramasser chacune des pommes, permettant à Hippomène de gagner du temps et de remporter la course. Mais Hippomène oublie de remercier Aphrodite pour le présent des pommes, et la déesse le frappe d'un désir érotique soudain qui le pousse à s'unir à Atalante dans le temple de Cybèle. À son tour, celle-ci transforme les deux sacrilèges en lions, qu’elle attelle ensuite à son char. Selon la croyance grecque, les lions ne s'accouplent pas entre eux pour se reproduire, mais avec d’autres espèces. D’autres versions font de Zeus l’auteur de la métamorphose. Le pseudo-Apollodore mentionne un Hippomène, père d’un second Mégarée, qui meurt de la main de Minos alors qu’il vient au secours de Nisos, roi de Mégare. Selon les Histoires incroyables de Palaiphatos, Mélanion, lors d'une partie de chasse, persuade la jeune fille de faire l'amour avec lui, et ils entrent dans une caverne, tanière d'un lion et d'une lionne. Les deux bêtes se lancent sur Atalante et sur son compagnon, et les tuent. Les compagnons de chasse de Mélanion, en les apercevant, crurent qu'ils avaient pris l'apparence de ces animaux, et ils répandirent la rumeur qu'Atalante et Mélanion s'étaient transformés en lions.

## Représentations artistiques
Atalante et Hippomène - tous deux nommés - figurent sur un cratère à volutes à figures rouges du Peintre de Pélée (v. -440--430) : les deux héros se préparent à la course sous les yeux d'un boxeur.
Par la suite, la course est un thème mythologique fréquemment utilisé par les artistes. On peut citer notamment :
- Hippomène et Atalante (v. 1615-1625), tableau de Guido Reni à la Galerie nationale de Capodimonte
- Atalante et Hippomène (1632), tableau de Willem van Herp au musée national de Varsovie
- Atalante et Hippomène (1675) Burin de Benoit Farjat  d'après Pietro Lucatelli,  aux armes des Medicis.
- La course d'Hippomène et d'Atalante (1765), carton pour tapisserie de Noël Hallé exposé au musée du Louvre (Inv. 5270)
- Atalante et Hippomène, deux statues faisant pendant commandées par Louis XIV pour le parc du château de Marly, œuvres respectives de Pierre Lepautre et Guillaume Coustou père.
- Hippomène, statue par Jean-Antoine Injalbert, présentée au Salon de 1886.
- Le mythe d'Atalante et d'Hippomène apparait dans le film de Christophe Honoré, Métamorphoses, sorti en 2014.

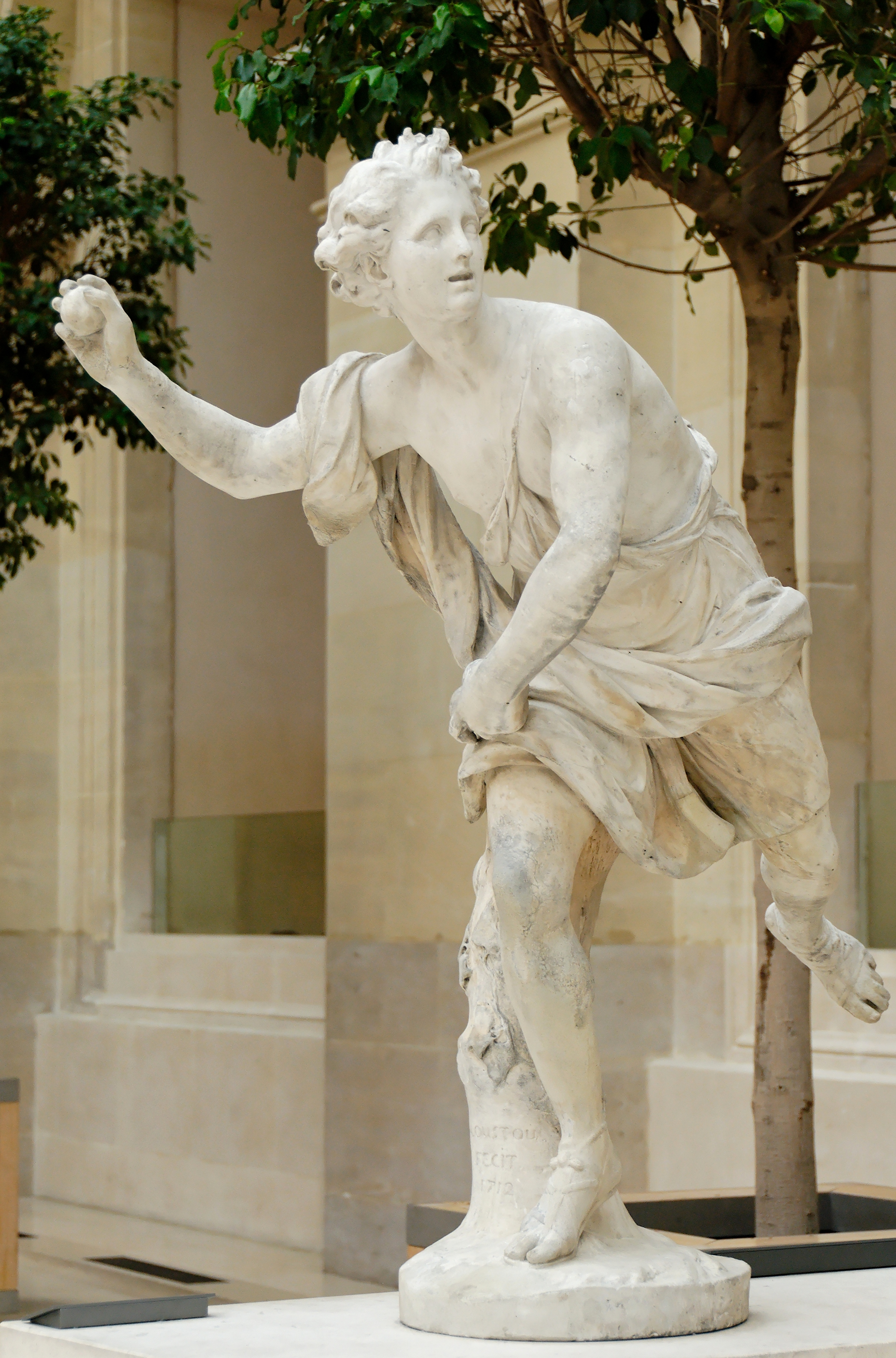
Hippomène (avant 1714), statue de Guillaume Coustou père, musée du Louvre